# Ticket (Luftfahrt)
Ticket (auch Flugschein oder Flugticket; deutsch „Fahrkarte“) ist im Luftverkehr das über eine Flugreise von einer Fluggesellschaft ausgestellte Beförderungsdokument, das über die Belegfunktion hinaus auch zu Kontrollzwecken verwendet wird, ob der ausgewiesene Flugpassagier einen gültigen Anspruch auf den darin genannten Transport in einem Luftfahrzeug im gewerblichen Luftverkehr besitzt. Mit Erhalt der zum Einstieg in das für den gebuchten Flug bereitstehende Flugzeug berechtigenden Bordkarte verliert das Flugticket seine Relevanz als Nachweis der Beförderungsberechtigung. Der Begriff Ticket ist ein Anglizismus.

## Allgemeines
Tickets werden von unterschiedlichen Institutionen ausgestellt: entweder von einem Reisebüro (meist im Auftrag der International Air Transport Association, IATA) oder direkt von der betreffenden Fluggesellschaft. Nicht alle Tickets müssen (voll) bezahlt werden, es gibt z. B. Freiflüge für Mitarbeiter der eigenen Fluggesellschaft oder Tickets mit Rabatten aufgrund angesammelter Meilen aus Vielfliegerprogrammen (beispielsweise Miles and More).
Ein Flugticket besteht aus einem oder mehreren Flugcoupons sowie mehreren Belegen, dem Buchungsbeleg (englisch Audit Coupon), den die Fluggesellschaft für ihre Buchführung erhält, dem Reisebüro-Coupon (englisch Agent Coupon), den das ausstellende Reisebüro behält, dem beim Check-in zu entwertenden Flugcoupon (englisch Flight coupon) und dem englisch Passenger Receipt, der dem Reisenden zusammen mit den Flugcoupons ausgehändigt wird und zum Verbleib beim Passagier bestimmt ist.
Jeder Flugcoupon wird für genau eine Flugstrecke (Flugsegment) ausgestellt. Beispiel: ein Ticket für Flüge von München nach Honolulu mit den Flugstrecken München–Frankfurt, Frankfurt–Los Angeles, Los Angeles–Honolulu sind somit drei Flugscheine (Flugsegmente).
Flugscheine sind stets nur vor Flugantritt und nicht während eines Flugs erhältlich. Ein Flugschein wird am Abfertigungsschalter gegen eine Bordkarte (englisch boarding pass, boarding card) eingetauscht. Der einbehaltene Flugschein wird zur Abrechnung an die Fluggesellschaft übersendet.
Bis zur Einführung elektronischer Tickets im Jahr 1994 wurden Tickets auf Papier ausgestellt. Heute werden Papiertickets nur noch in seltenen Ausnahmefällen ausgestellt, unter anderem bei Strom- oder Systemausfällen und bei Reisen, die mehr als die 16 von elektronischen Tickets unterstützten Segmente umfassen.

## Papierticket

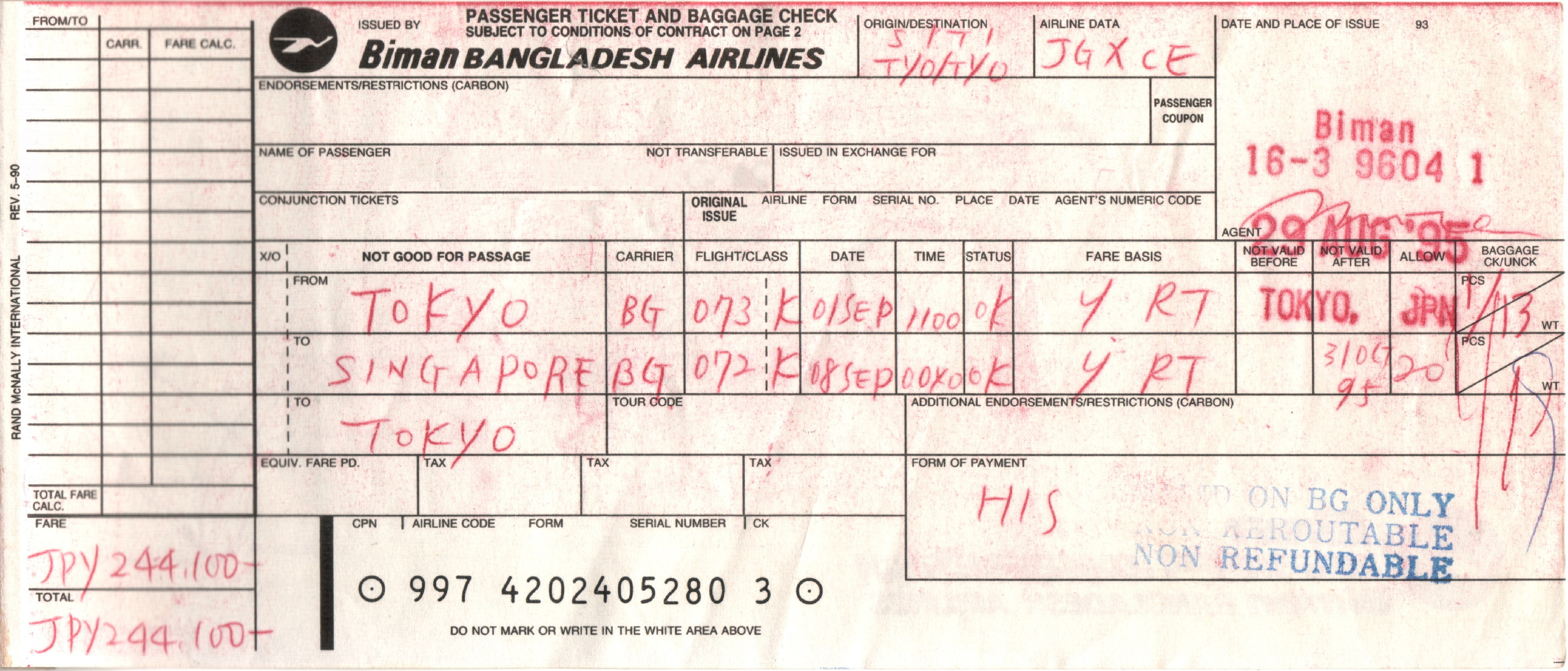
Handgeschriebenes Ticket der Biman Bangladesh Airlines

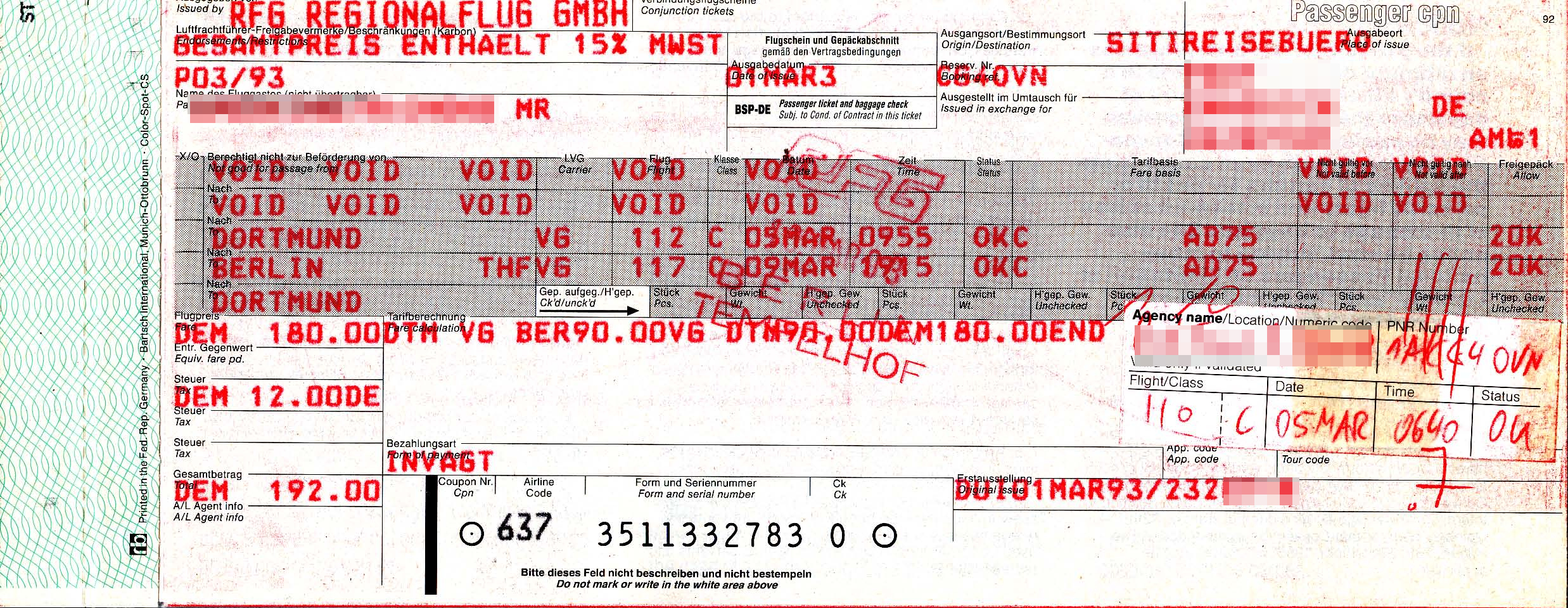
TAT-Ticket der RFG Regionalflug

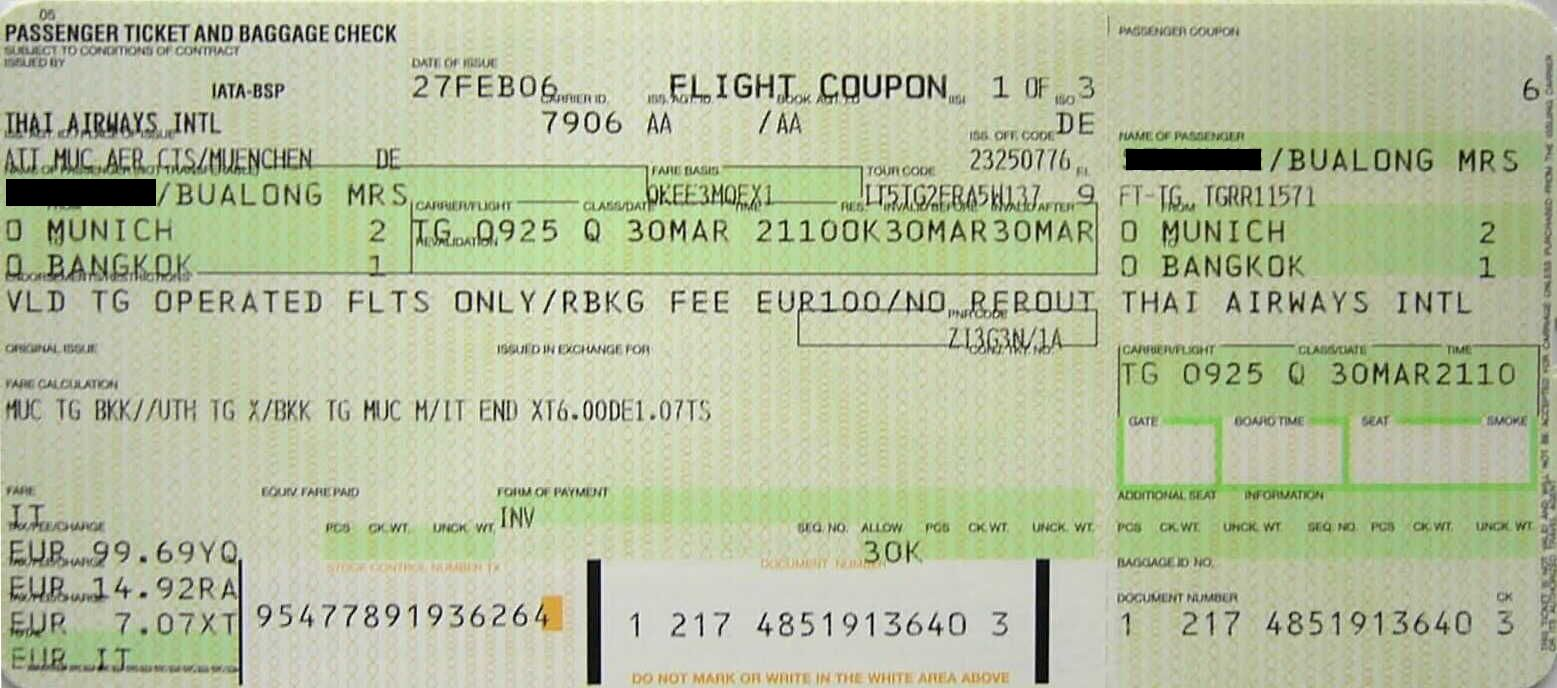
ATB-Ticket

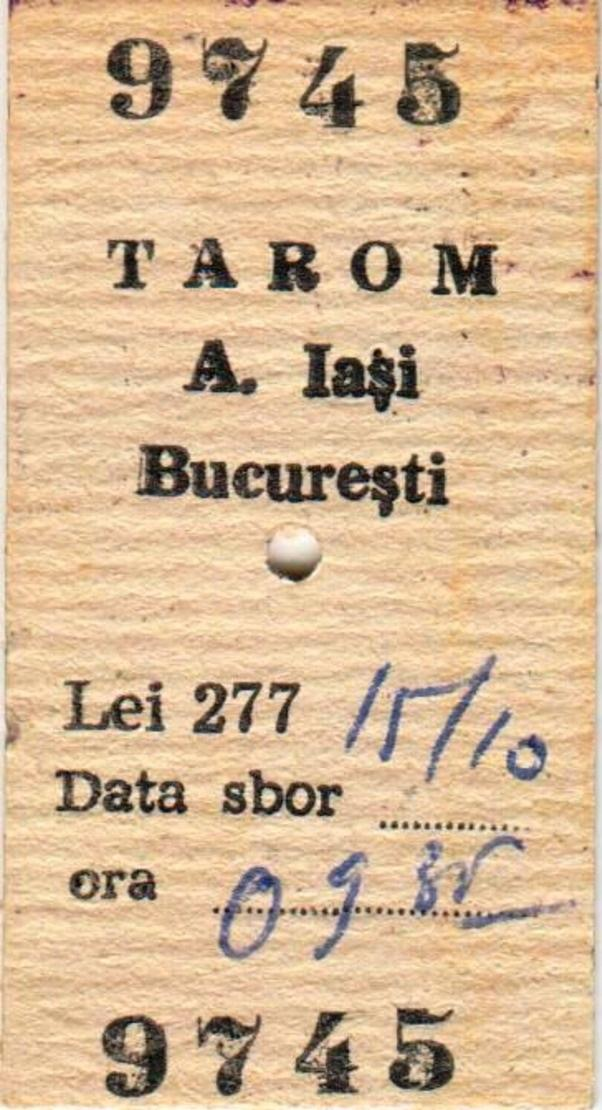
Ticket der rumänischen TAROM aus den 1980er Jahren, basierend auf einer Edmondsonschen Eisenbahnfahrkarte

### Arten von Papiertickets
Es gab drei Arten von Papiertickets, die von der IATA anerkannt waren:
- Manuell ausgefüllte Tickets
- TAT-Tickets, mit einem Drucker erstellte Tickets
- ATB-Tickets (Automated Ticket and Boarding), mit Magnetstreifen

Die IATA hat am 24. Mai 2006 beschlossen, dass ab 1. Januar 2008 weltweit keine Papier-Standardverkehrsdokumente mehr ausgestellt und abgerechnet werden. Ausgenommen sind ATB-Tickets mit maschinenlesbaren Magnetstreifen, in denen sowohl Buchungs- wie auch Check-in-Informationen gespeichert werden können.

### Enthaltene Daten
Von der IATA anerkannte Tickets müssen diese Daten enthalten:

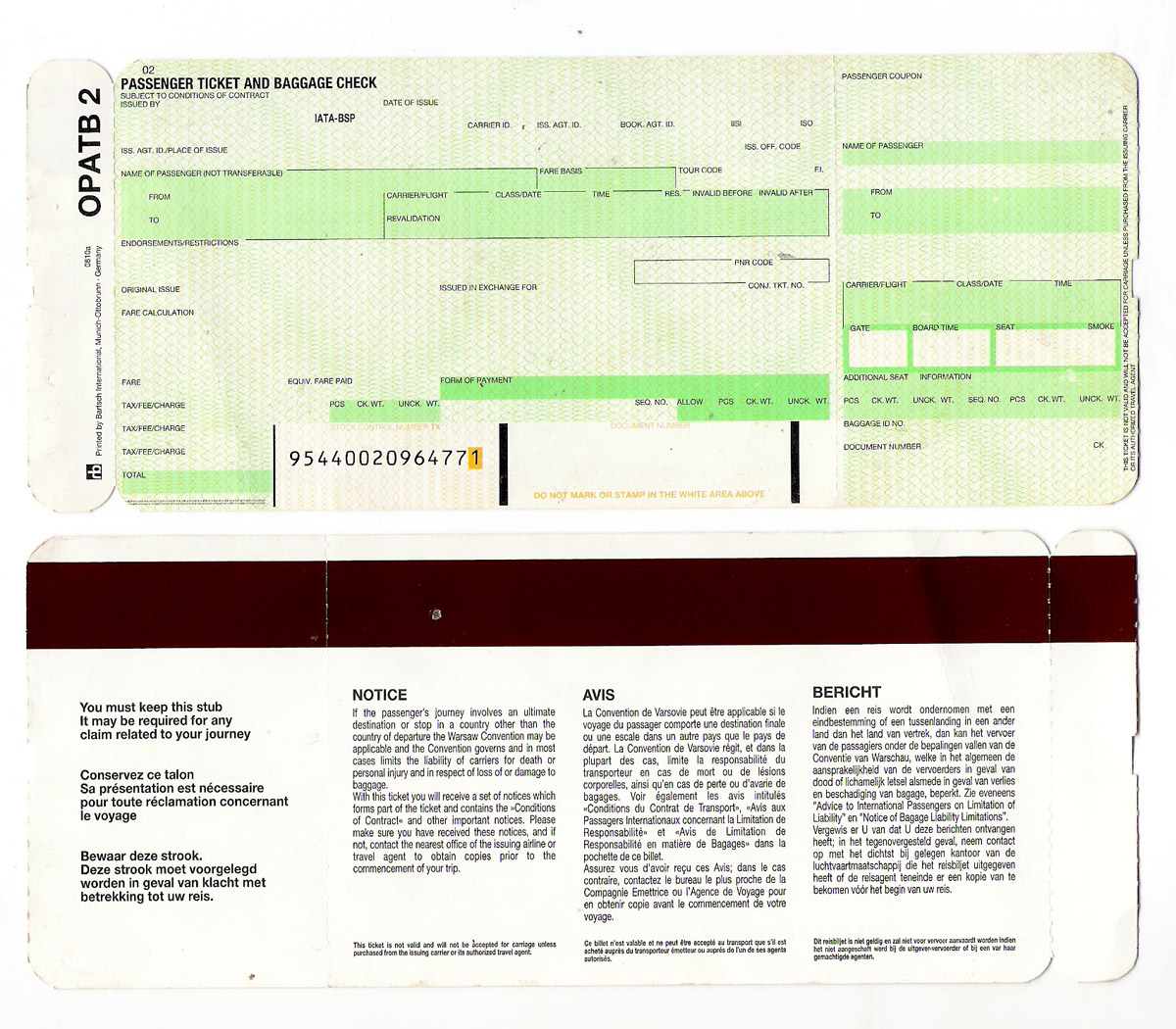
Vordruck ATB-Ticket mit SCN (Stock control number)

Ein solches Ticket enthält für jeden Reiseabschnitt einen eigenen Flugcoupon mit u. a. folgenden Daten:
- den Titel, Vor- und Zunamen des Passagiers
- die Flugstrecke
- das gebuchte Kalenderdatum
- die Buchungsklasse
- Angaben zum Flugtarif sowie zu Flugtaxen (Flugsicherungsgebühren, Flughafentaxen, staatliche Gebühren, Luftverkehrsteuer)
- das Ausgabedatum
- die Ausgabestelle (z. B. IATA-Agentur)
- die Nummer des Flugscheins
- die Gültigkeitsdauer
- Endorsement Informationen: ob dieser Flugschein nach Ausstellung noch geändert werden darf (Strecke, Datum usw.)
- die Zahlungsart (cash, credit card, mco)
- Felder für Anzahl der aufgegebenen Gepäckstücke und deren Gewicht

Die ersten drei Ziffern einer Ticketnummer zeigen, für welche Fluggesellschaft dieses Ticket ausgestellt wurde. Diese 3-stellige Nummer wird von der IATA vergeben und nennt sich IATA prefix. Tickets ohne Magnetstreifen enthielten mehrere Durchschläge für den Check-in, die Verwaltung der Fluggesellschaft, das ausstellende Reisebüro und den Passagier.

## Elektronisches Ticket

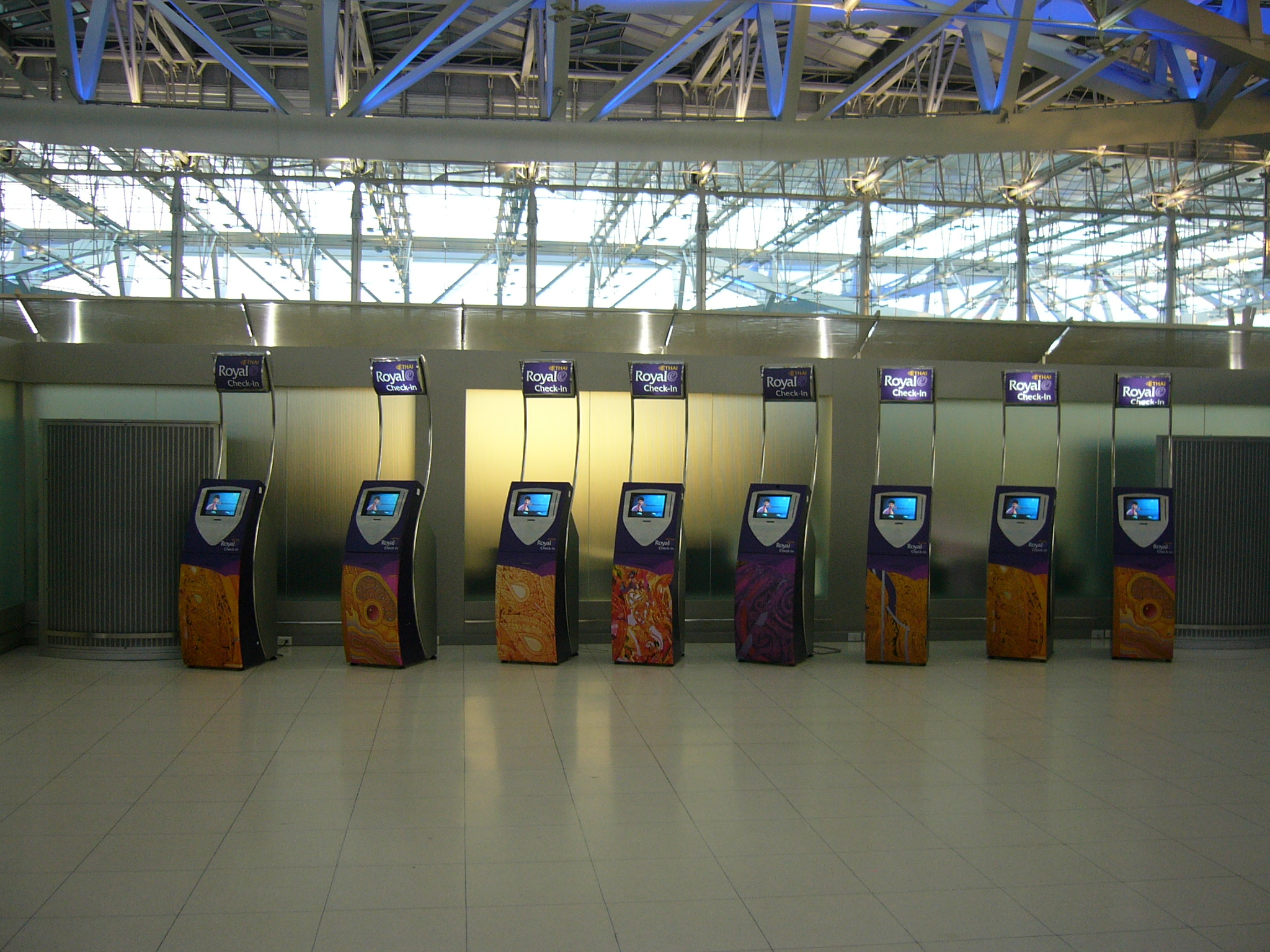
Check-In-Automaten

Im Zuge der technischen Entwicklung seit den 1990er Jahren (elektronische Datenverarbeitung, Internet) ist ein Ticket als papierne Urkunde für den Nachweis einer Beförderungsberechtigung heute zumindest bei den meisten europäischen Luftverkehrsgesellschaften entbehrlich, da dieser Nachweis vom Passagier auch durch die Nennung einer an ihn vergebenen persönlichen Buchungsnummer (Buchungscode) in Kombination mit der Vorlage seines Ausweises oder seiner für die Buchung benutzten Kreditkarte erfolgen kann. Auf Grund der elektronischen Datenspeicherung der Fluggastdaten (Passenger Name Record) ist bei vielen Fluggesellschaften auch ohne Buchungscode ein Aufruf der Buchung im System der jeweiligen Fluggesellschaft möglich. Vorreiter beim Fliegen ohne Papierticket war United Airlines, die 1994 erstmals elektronische Billetts anbot. „Etix“ bezeichnet das elektronische Ticketverfahren der Deutschen Lufthansa AG und ist von dieser markenrechtlich geschützt. Bei anderen Airlines heißt das Verfahren beispielsweise schlicht „Elektronisches Ticket“.
Bereits vor der Abschaffung der Papiertickets 2008 stieg der Anteil elektronischer Tickets bei Buchungen von 16 % im Juni 2004 bis auf 84 % im Jahr 2007. Im Jahr 2014 betrug der Anteil papierhafter Tickets nur noch 0,1 %.

### Weitere Ticketformen
Chartertickets aus Papier wurden von Reiseveranstaltern, z. B. TUI oder Alltours ausgestellt und waren meist Teil eines ganzen Pakets von Berechtigungsscheinen, die auch Rail&Fly / Zug zum Flug Fahrkarten, die Hotelreservierung, einen Transfer vom Flughafen zum Hotel oder z. B. Mietwagenreservierungen enthalten konnten. Diese Tickets unterlagen nicht den IATA-Regularien und enthielten daher deutlich weniger Informationen, meist nur:
- Name des Fluggastes
- Flugnummer
- Flugdatum und -zeit
- Flugstrecke
- Name des Reiseveranstalters

Seit der Einführung elektronischer Tickets gilt im Charterverkehr und bei vielen Billigfluggesellschaften in der Regel die Buchungsbestätigung als Ticket. Zusätzlich sind hier Reservierungscode, Filekey und Vorgangsnummer aufgeführt. Grund für das erstmals Ende 2004 im Charterflugbereich eingeführte Verfahren war insbesondere die Kosteneinsparung auf Grund des geringeren Verfahrensaufwands für das Reisebüro- und Bodenpersonal. Um in diesem Bereich Personalkosten zu reduzieren oder gänzlich einzusparen, gewährten viele Fluggesellschaften den Passagieren Preisnachlässe als Anreiz zur Benutzung des ticketlosen Verfahrens.

## No-Show
Es kommt vor, dass ein bestimmter Flug günstiger ist, wenn weitere Segmente am Anfang oder Ende angefügt werden und/oder es sich um ein Hin-und-Rückflug-Ticket handelt. Die Fluggesellschaften versuchen sich durch Klauseln in ihren AGB gegen No-Show-Passagiere (Fluggäste, die nicht erscheinen) zu wehren, die (absichtlich) nur den für sie günstigen Teil einer Reise nutzen. Eine Klausel, dass der Rückflug oder Weiterflug entschädigungslos verfällt, wenn der Hinflug nicht angetreten wird, erklärte der Bundesgerichtshof (BGH) im Falle der Lufthansa und British Airways für unwirksam. Seitdem fügen die Fluggesellschaften eine angepasste Klausel an, der zufolge Passagiere, die Teile ihrer gebuchten Flugverbindung verfallen lassen, einen erhöhten Tarif nachzahlen müssen. Ihr Druckmittel ist, dass sie die Passagiere andernfalls nicht befördern. Bei Fluggästen, die den letzten Teil eines Streckenabschnitts verfallen lassen, wirkt dieses Druckmittel nicht. Im Dezember 2019 verklagte die Lufthansa einen ihrer Passagiere, der dies tat. Die Klage wurde in erster Instanz abgewiesen; die Lufthansa gab an, Berufung eingelegt zu haben.
Im Koalitionsvertrag für die 20. Legislaturperiode ist vorgesehen, No-Show-Klauseln von Verkehrsunternehmen im AGB-Recht zu untersagen.